# Elisabeta I a Angliei
Elisabeta I (în engleză Elizabeth I; n. 7 septembrie 1533, Greater London, Anglia, Regatul Unit – d. 24 martie/3 aprilie 1603, Greater London, Anglia, Regatul Unit) a fost regină a Angliei și regină a Irlandei din 17 noiembrie 1558 până la moartea sa. A fost fiica lui Henric al VIII-lea al Angliei și a lui Anne Boleyn care a fost executată la nici trei ani de la nașterea Elisabetei. Elisabeta I a fost al cincilea și ultimul monarh al casei Tudor (primii fiind Henric al VII-lea, Henric al VIII-lea, fratele său  Eduard al VI-lea, verișoara sa Jane Grey și sora sa Maria I). Fratele său vitreg Eduard a domnit până la moartea sa în 1553 când a lăsat-o moștenitoare pe Lady Jane Grey, încălcând Actul de succesiune a lui Henric al VIII-lea. Dar voința lui Eduard este ignorată, Jane Grey este executată și îi urmează Maria I, sora a Elisabetei. Cinci ani mai târziu Elisabeta devine regină la douăzeci și cinci de ani și jură „că îi va purta de grijă până la moarte.”
Deoarece nu s-a căsătorit niciodată, în ciuda numeroaselor oferte, casa Tudor s-a stins la moartea ei. A fost cunoscută și ca Regina Fecioară, Buna regină Bess sau Gloriana.
S-a înconjurat de un grup de consilieri de încredere, conduși de William Cecil, I Baron Burghley. În politică a fost mai moderată decât tatăl său, fratele și sora sa. Unul din motto-urile sale era video ed taceo(Văd și nu spun nimic). A adoptat o diplomație prudentă, față de marile puteri ale Europei din acea vreme Franța și Spania. După izbucnirea războiului anglo-spaniol, Spania a încercat să cucerească Anglia, iar înfrângerea Armadei spaniole este una din cele mai mari victorii din istoria Angliei.
Domnia reginei Elisabeta este denumită era elisabetană sau epoca de aur, fiind marcată de sporirea puterii Angliei pe plan mondial. A fost și o perioadă de extraordinară înflorire artistică și culturală: dramaturgii William Shakespeare, Christopher Marlowe și Ben Jonson sunt câțiva din dramaturgii care au trăit în timpul domniei sale.
În plus, în aceeași perioadă, Francis Drake a devenit primul englez care a înconjurat globul; Francis Bacon și-a expus viziunile filosofice și politice și s-a produs colonizarea Americii de Nord, sub Sir Walter Raleigh și Sir Humphrey Gilbert.
Elisabeta a fost calificată o domnitoare temperamentală și uneori indecisă. Spre sfârșitul domniei, o serie de probleme economice și militare i-au afectat popularitatea. Totuși îi este recunoscută carisma și încăpățânarea, într-o perioadă în care suveranii din țările vecine înfruntă dificultăți interne care le periclitează tronurile. Ca în cazul rivalei sale Maria regina Scoției, care închisă în 1568 este executată în 1587. Indecizia sa, considerată a fi un defect de către consilierii săi, a salvat-o deseori de alianțe matrimoniale și politice nefericite. Asemenea tatălui ei, regele Henric al VIII-lea, Elisabeta a scris poezie și proză.
Domnia sa a fost marcată de prudența în ceea ce privește acordarea de onoruri și demnități. În timpul domniei reginei Elisabeta, au fost ridicate la rang nobiliar doar opt persoane: un earl și șapte baroni. Elisabeta a redus de asemenea numărul consilierilor săi privați, de la treizeci și nouă la nouăsprezece și ulterior la paisprezece.
După scurtele domnii ale fraților săi vitregi, cei 44 de ani de domnie ai Elisabetei au dat stabilitate regatului și au ajutat la crearea identității naționale.

## Copilăria și tinerețea

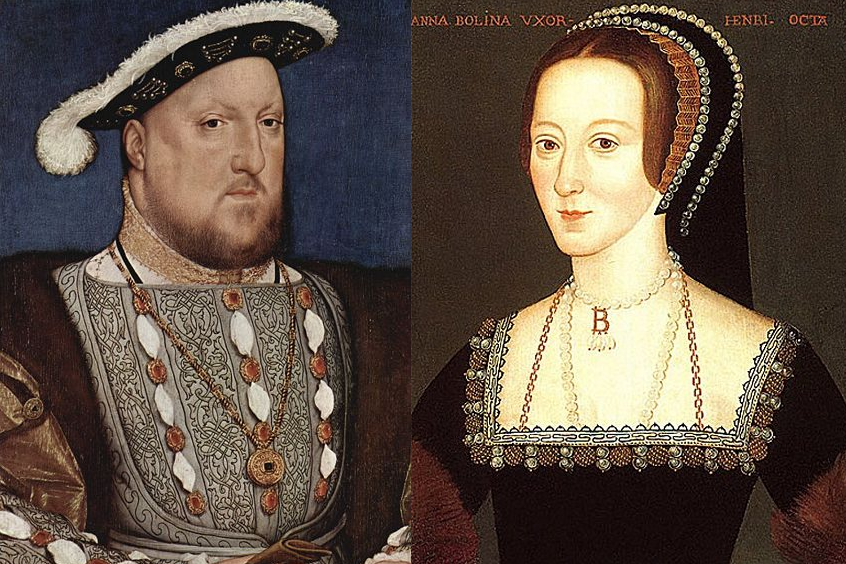
Elisabeta a fost singurul copil a lui Henric al VIII-lea și a lui Anne Boleyn. Mama sa nereușind să-i dea un fiu regelui, a fost executată când Elisabeta avea mai puțin de trei ani.

Elisabeta s-a născut în Palatul Greenwich în 7 septembrie 1533 și a primit numele bunicilor ei Elisabeta de York și Elisabeta Howard. A fost singura fiică a lui Henric al VIII-lea al Angliei și a celei de-a doua soții Anne Boleyn. La naștere Elisabeta era moștenitoarea prezumtivă a tronului. Sora ei, Maria își pierduse dreptul la succesiune fiind declarată ilegitimă, după ce tatăl ei Henric a anulat căsătoria cu mama ei Caterina de Aragon, pentru a se căsătorii cu Anne Boleyn. Elisabeta a fost botezată în 10 septembrie, iar arhiepiscopul Thomas Cranmer, marchizul de Exeter, Elisabeta Howard, ducesă de Norfolk și marchiza de Dorset au fost nașii săi. În ianuarie 1536 Anne Boleyn naște un fiu care moare; Henric pentru a se putea recăsători, o acuză de trădare cu fratele ei și este închisă la Turnul Londrei. În 19 mai 1536, când Elizabeta avea doi ani și opt luni, mama sa Anne Boleyn este decapitată. Elisabeta este declarată ilegitimă, pierde titlul de prințesă și este crescută în exil la castelul din Hatfield împreună cu sora sa vitregă Maria. La unsprezece zile după moartea lui Anne Boleyn, Henric se căsătorește cu Jane Seymour care în 1537 dă naștere unui fiu Eduard și moare. Elisabeta și Maria sunt considerate ilegitime și nu sunt privite cu ochi buni, iar Eduard este moștenitorul de necontestat al tronului. Mai târziu, a șasea soție a lui Henric, Catherine Parr îl convinge pe rege să se împace cu fiicele sale și sunt reintroduse pe linia de succesiune, prin Actul de succesiune, după Eduard. 

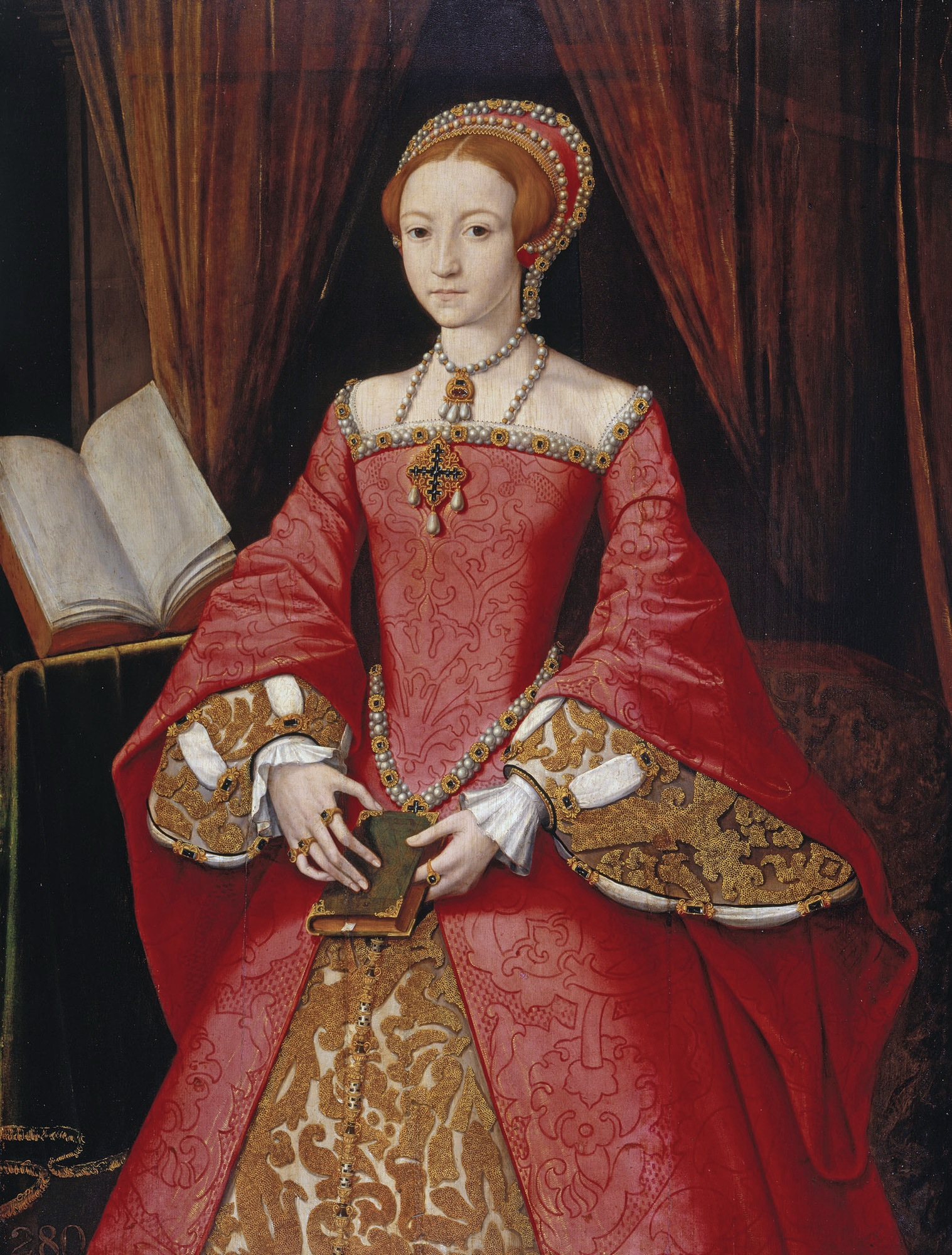
Elisabeta la treisprezece ani

Prima guvernantă a Elisabetei, Margaret Bryan, a  scris că ea "a fost cel mai blând copil pe care l-am cunoscut în viața mea". În toamna anului 1537 Elisabeta este dată în grija lui Blanche Herbert, Lady Troy care i-a rămas alături până la pensionarea ei în 1546. Catherine Champernowne este numită în funcția de guvernantă a Elisabetei și îi va rămâne alături ca prietenă și confidentă până la moartea sa în 1565, când va fi înlocuită de Blanche Parry. Catherine Champrenowne o învață pe Elisabeta patru limbi: franceză, italiană, flamandă și spaniolă. În 1544 când William Grindal devine tutorele ei, Elisabeta știe să scrie în engleză, latină și italiană. Sub supravegherea lui Grindal, un profesor talentat, ea face progrese în greacă și latină. După moartea lui Grindal în 1548, educația ei trece în grija lui Roger Ascham, un simpatic profesor care este de părere că studiul trebuie să fie interesant. În 1550 când în mod formal educația ei ia sfârșit, ea este una dintre cele mai educate femei din generația ei. Ea vorbea de asemenea galeza, cornish(dialect ce se vorbea în Cornwall), scoțiana și irlandeza. Ambasadorul venețian a declarat că ea "vorbea fiecare dintre aceste limbi de parcă ar fi fost limba ei maternă". O altă persoană importantă în viața Elisabetei este Matthew Parker, preotul preferat al Annei Boleyn, care înainte de a muri l-a însărcinat să vegheze asupra sănătății spirituale a fiicei sale; după urcarea Elisabetei pe tron, acesta devine primul Arhiepiscop de Canterbury.

## Thomas Seymour

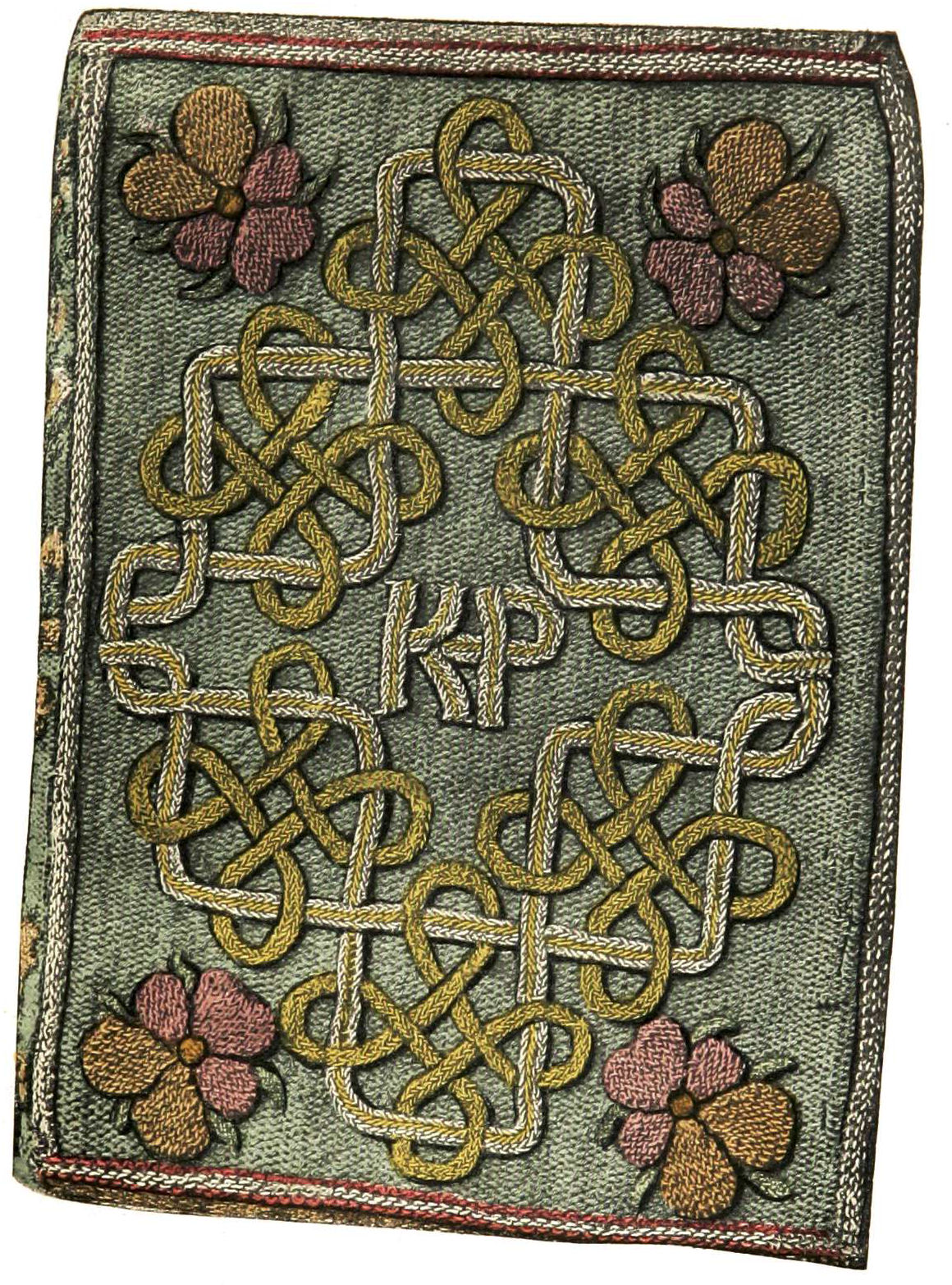
The miroir or glasse of the synneful soul, o traducere din franceză a Elisabetei pentru Catherine Parr. Broderia monogramei K.P. se crede că a fost făcută de Elisabeta

Henric al VIII-lea moare în 1547, iar fratele vitreg al Elisabetei devine rege la nouă ani cu numele de Eduard al VI-lea. Catherine Parr, văduva lui Henric se recăsătorește cu Thomas Seymour de Sudeley, unchiul lui Eduard al VI-lea și fratele lordului protector Eduard Seymour, duce de Somerset și fratele fostei regine Jane Seymour. Cuplul o ia pe Elisabeta în casa lor din Chelsea. Unii istorici sunt de părere că în această perioadă  Elisabeta a trecut printr-o criză emoțională care a afectat-o pentru tot restul vieții. Seymour care are aproape patruzeci de ani, dar este încă plin de farmec și atrăgător, se pare că are un comportament nepotrivit față de Elisabeta, care are paisprezece ani. Catherine Parr în loc să vorbească cu soțul său despre comportamentul său necorespunzător, li se alătură. Dar când îi găsește îmbrățișați, ia măsuri și o îndepărtează pe Elisabeta. Thomas Seymour continuă intrigile pe lângă familia regală și încearcă să obțină funcția de guvernator. Când Catherine Parr moare la naștere, în 5 septembrie 1548, el își reînoiește atențiile față de Elisabeta cu intenția de a o lua în căsătorie. Fratele său, Eduard Seymour și Consiliul află despre comportamentul său din trecut față de Elisabeta și este ultima picătură. În ianuarie 1549 este arestat și acuzat de complot: intenția de a se căsători cu Elisabeta și de a-l detrona pe Eduard. Elisabeta care trăia la Hatfield House, nu recunoaște nimic. Sir Robert Tirwhitt care a interogat-o, exasperat de încăpățânarea ei declară: "Văd pe fața ei că este vinovată".
Thomas Seymour a fost decapitat la 20 martie 1549.

## Regina Maria I

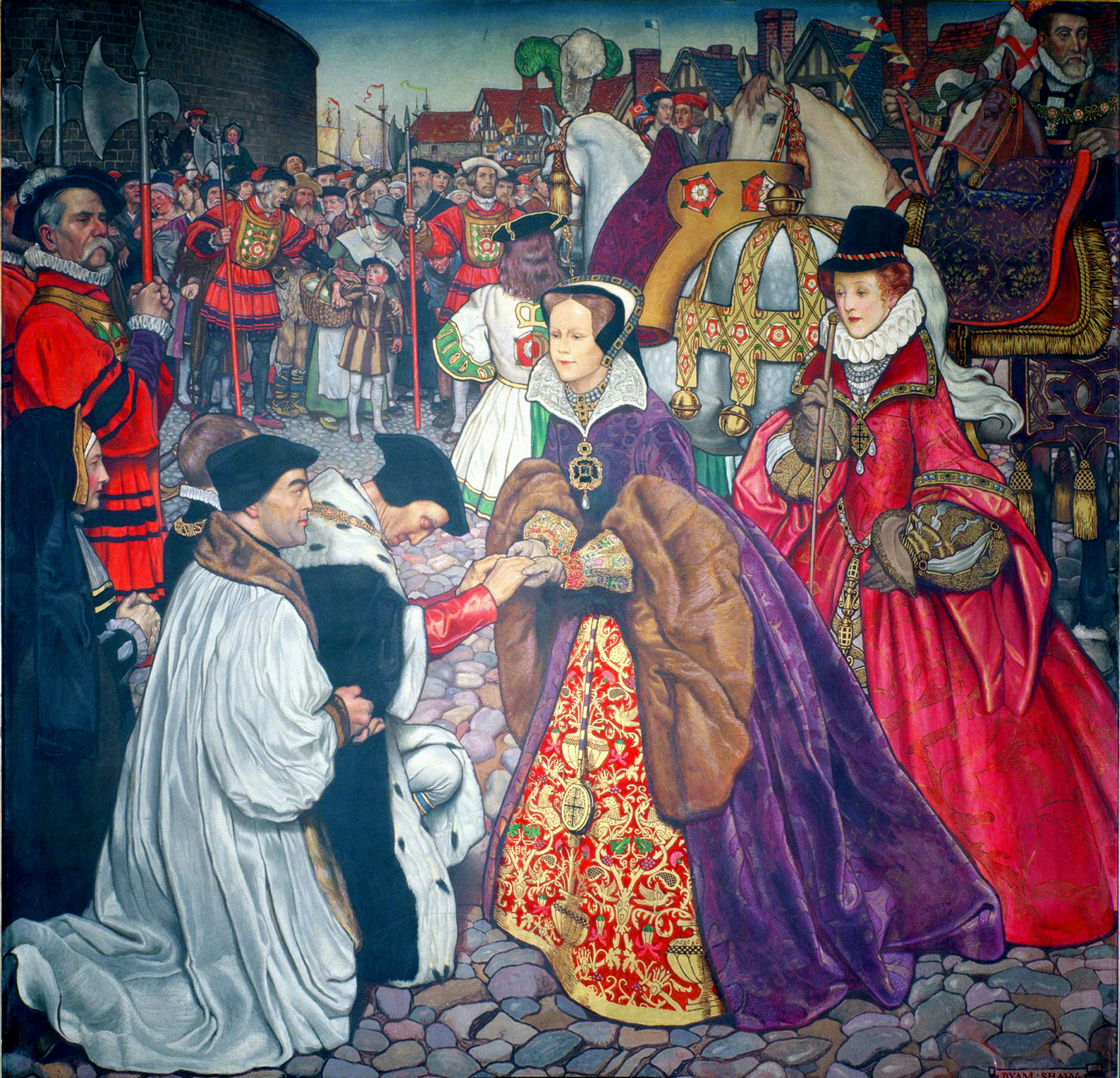
Intrarea în Londra a Mariei I însoțită de Elisabeta

Eduard al VI-lea moare în 6 iulie 1553 în vârstă de cincisprezece ani. Eduard lasă un testament în care anulează Actul de succesiune și le exclude pe Maria și Elisabeta de la succesiunea la tron; în schimb o desemnează succesoare pe Lady Jane Grey, fiica surorii lui Henric al VIII-lea, Maria Tudor. Lady Grey este proclamată regină de către Consiliul Privy, dar după nouă zile este demisă. Maria intră triumfal în Londra însoțită de Elisabeta. Dar spectacolul de solidaritate între surori nu durează mult. Maria, catolică, vrea să zdrobească credința protestantă a Elisabetei. Maria ordonă ca toată lumea să participe la liturghiile catolice, iar Elisabeta este nevoită să se prefacă. Popularitatea Mariei nu durează mult. Nemulțumirea se răspândește în întreaga țară după căsătoria ei cu Filip al II-lea al Spaniei, catolic convins, fiul lui Carol Quintul. În ianuarie și februarie 1554 izbucnește revolta lui Wyatt, dar este repede înăbușită. Elisabeta este interogată, ea neagă cu vehemență implicarea ei și în 18 martie este închisă în Turnul Londrei. Cel mai apropiat confident al Mariei, Simon Renard susține că tronul nu este în siguranță cât trăiește Elisabeta, iar cancelarul Stephen Gardiner dorește să fie judecată. Dar susținătorii Elisabetei din Parlament nu sunt de acord și o conving pe Maria de nevinovăția surorii sale. Elisabeta este dusă în Turnul Woodstock în Oxfordshire, unde va sta închisă aproape un an în paza lui Sir Henry Bedingfield. Mulțimea o ovaționează de-a lungul drumului. În 17 aprilie când se părea că Maria trebuie să nască, Elisabeta este adusă la curte pentru a participa la etapele finale ale sarcinii, cu consensul lui Filip. Acesta preocupat că Maria ar fi putut muri la naștere, preferă să devină regină Elisabeta, decât Maria Stuart. Această preferință din partea catolicului Filip, naște din motive politice; chiar dacă este catolică, Maria Stuart a crescut la curtea franceză și urmează să se căsătorească cu viitorul Francisc al II-lea, iar urcarea ei pe tron ar fi dus insulele britanice sub influența Franței, cu care Spania era în război de la începutul secolului(pacea de la Cateau-Cambrésis se va semna în 1559).

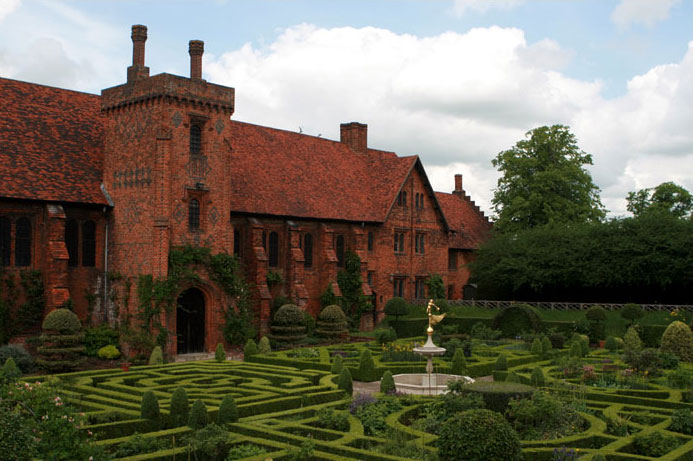
Aripa rămasă din palatul vechi din Hatfield House. Aici a primit Elisabeta vestea morții surorii sale, în noiembrie 1558.

Pentru toată durata domniei sale, Maria I a continuat să-i persecute pe protestanți și și-a câștigat supranumele de Maria cea sângeroasă. Elisabeta s-a prefăcut catolică, dar și-a păstrat credința protestantă. Când devine clar că Maria nu este însărcinată și nu va avea copii, succesiunea Elisabetei pare asigurată. În 1558 Maria se îmbolnăvește, iar Filip îl trimite pe contele de Feria să se consulte cu Elisabeta la Hatfield House, unde trăia din octombrie 1555. În 6 noiembrie 1558 Maria o recunoaște pe Elisabeta succesoarea ei; în 17 noiembrie Maria moare, iar Elisabeta urcă pe tron.

## Primii ani de domnie
Elisabeta devine regină după moartea surorii sale, la vârsta de douăzeci și cinci de ani. Popularitatea sa este mult mai mare decât cea a surorii sale. În ajunul încoronării, trecerea Elisabetei prin oraș este întâmpinată cu bucurie de mulțime, iar răspunsurile ei deschise și pline de har fac să fie îndrăgită de spectatori.

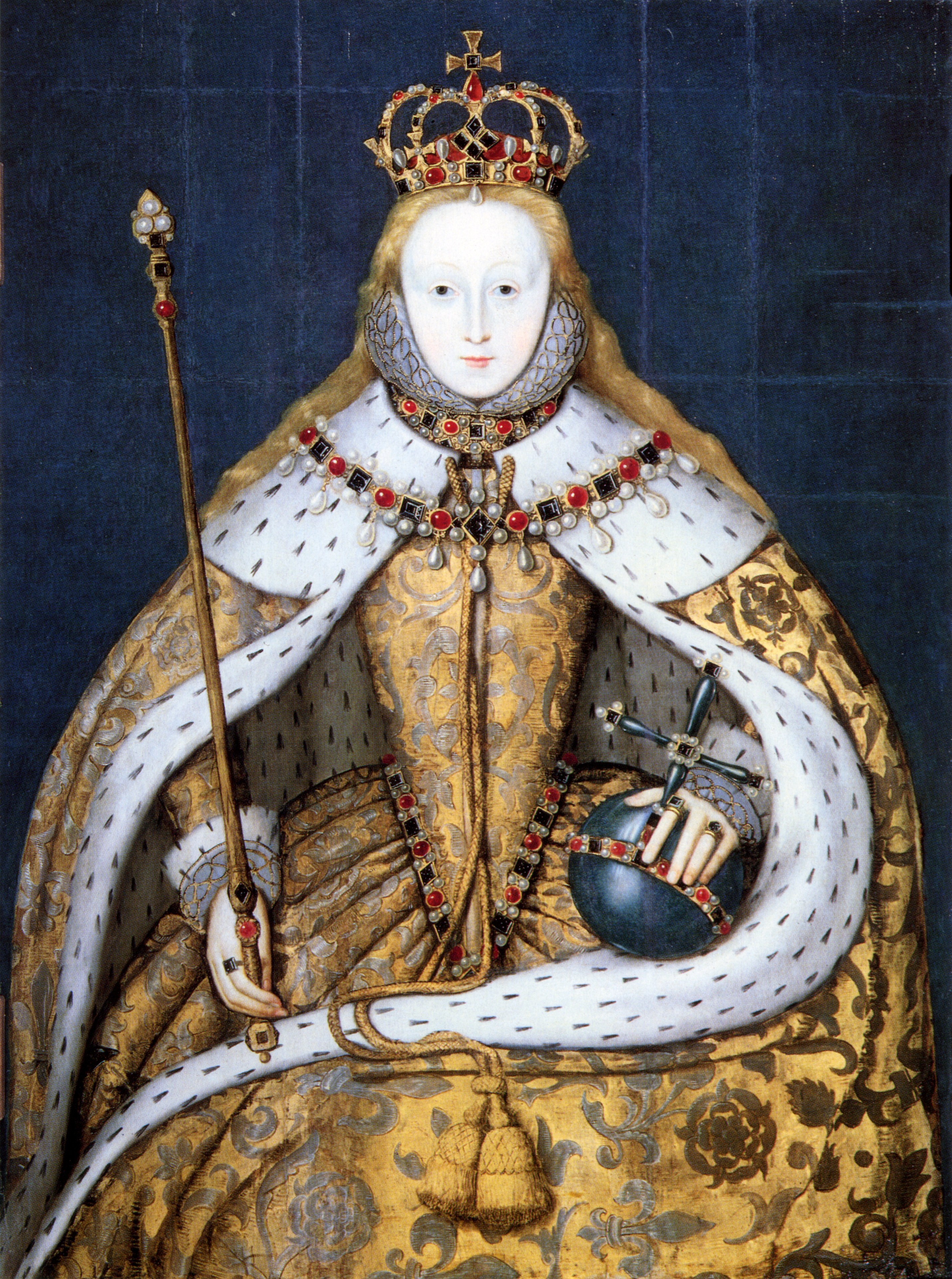
Regina Elisabeta în ziua încoronării. Portretul este o copie după originalul din 1559, care s-a pierdut

Elisabeta este încoronată în 15 ianuarie 1559. În acea vreme nu exista încă un arhiepiscop de Canterbury. Episcopii mai bătrâni refuză să participe la ceremonie(socotită ilegitimă după canoanele bisericii deoarece este protestantă), iar Elisabeta este încoronată la Westminster Abbey de episcopul de Carlisle, o figură puțin importantă, iar comuniunea este celebrată de capelanul ei personal pentru a evita să fie celebrată cu ritualul catolic. Încoronarea Elisabetei va fi ultima celebrată cu ritualul latin: următoarele încoronări se vor desfășura cu ritualul în limba engleză. Mai târziu ea îl va convinge pe preotul mamei sale Mathew Parker, să devină primul arhiepiscop de Canterbury.

## Reforma religioasă
Convingerile personale religioase ale Elisabetei I au fost mult dezbătute de către cercetători. Deși protestantă, ea a păstrat simboluri catolice cum ar fi crucifixul și a minimalizat importanța predicilor, care erau de o importanță capitală în religia protestantă. În general, ea a folosit pragmatismul în tratarea chestiunilor religioase. Elisabeta și consilierii săi se temeau de o posibilă cruciadă catolică împotriva Angliei "eretice". Regina a căutat o soluție care să nu irite catolicii, dar care să satisfacă dorințele protestanților englezi. Dar nu tolerează puritanii extrem de zeloși care cer reforme radicale. Parlamentul începe în 1559 o legiferare pentru înființarea unei noi biserici bazate pe reformele lui Eduard al VI-lea, cu monarhul la conducere, dar cu multe elemente catolice cum ar fi veșmintele sacerdoților. Camera Comunelor este de acord, dar proiectul de lege a supremației întâlnește opoziția episcopilor din Camera Lorzilor. Totuși multe episcopii erau vacante la acea dată, printre care și Arhiepiscopia de Canterbury, deci partizanii reformei erau mai numeroși decât episcopii și lorzii conservatori. Elisabeta este nevoită să accepte titlul de Guvernator Suprem al Bisericii Angliei, deoarece titlul de Lider Suprem nu era potrivit pentru o femeie. Noul Act de Supremație este adoptat în 8 mai 1559 și toți funcționarii depun jurământ de loialitate față de regină cu pedeapsa de pierderea postului; legile de erezie sunt anulate pentru a evita o repetare a persecuțiilor practicate de Maria I. În același timp este adoptat un nou Act de Uniformitate pentru a face obligatorie utilizarea versiunii din 1552 a Cărții de rugăciuni Book of Common Prayer. Totuși sancțiunile pentru cei ce nu respectau acest act nu erau excesive.

## Problema căsătoriei

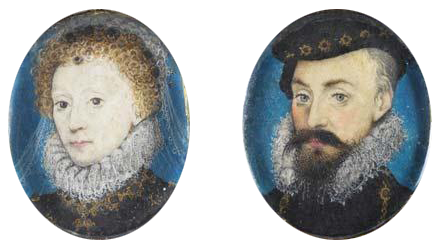
Elisabeta și preferatul ei, Robert Dudley, Earl de Leicester, miniaturi de Nicholas Hilliard. Prietenia cu Elisabeta a durat treizeci de ani până la moartea sa.

De la începutul domniei era de așteptat ca Elisabeta să se căsătorească și problema era cu cine. Cu toate acestea ea nu s-a căsătorit niciodată din motive rămase neclare. Istoricii au speculat că a fost descurajată din cauza experienței cu Thomas Seymour sau că știa că este infertilă. A luat în considerare diverși pretendenți până la vârsta de cincizeci de ani. Ultimul dintre aceștia a fost ducele François de Anjou, care era cu 22 de ani mai tânăr. Prin căsătorie, Elisabeta risca să-și piardă puterea ca și sora ei, care a fost manipulată de Filip al II-lea al Spaniei, dar în schimb dădea posibilitatea unui moștenitor. Un soț putea provoca de asemenea instabilitate politică sau o insurecție.

### Robert Dudley
În primăvara anului 1559 devine clar că Elisabeta este îndrăgostită de prietenul său din copilărie Robert Dudley. Se spunea că soția lui, Amy Robsard suferea de o boală la sân și că în cazul în care va muri, regina se va căsători cu Dudley. În toamna aceluiași an o mulțime de pretendenți străini doreau mâna reginei, iar emisarii lor nerăbdători, la auzul unor asemenea zvonuri, sunt scandalizați și indignați și spun că o căsătorie cu favoritul ei nu este bine văzută în Anglia. În septembrie 1560 Amy Dudley cade pe scări și moare și în ciuda raportului medicului legist care spune că a fost vorba de un accident, la curte se zvonește că a fost ucisă de Robert Dudley pentru a se putea căsători cu Elisabeta. Pentru o perioadă, Elisabeta ia în serios posibilitatea căsătoriei cu Dudley. William Cecil, Nicholas Throckmorton și unii pairi își fac cunoscută dezaprobarea față de idea unei asemenea căsătorii. Se zvonește că nobilimea se va revolta în cazul înfăptuirii acestei căsătorii. Pentru un deceniu Dudley rămâne un posibil candidat, iar în 1564 este făcut conte de Leicester. Când în 1578 în cele din urmă Dudley se recăsătorește, Elisabeta extrem de geloasă, reacționează cu multe demonstrații de antipatie față de soția lui, Lettice Knollys. Cu toate acestea, istorica Susan Doran este de părere că Dudley a rămas întotdeauna "în centrul vieții sentimentale a Elisabetei". Dudley a murit la scurt timp după înfrângerea Armadei Spaniole. După moartea Elisabetei I, printre lucrurile sale personale a fost găsită o scrisoare de la Dudley pe care era scris "ultima sa scrisoare".

### Aspecte politice

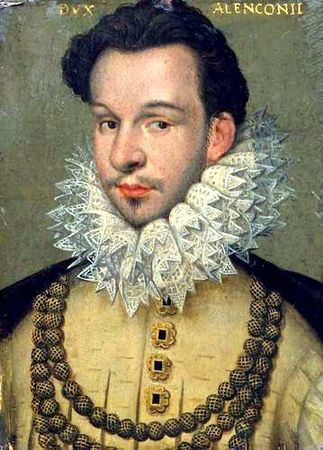
François, Duce de Anjou pe care Elisabeta l-a numit "broasca" sa și pe care nu l-a găsit așa "deformat" cum se aștepta.

Negocierile pentru o căsătorie, au constituit un element cheie în politica externă a Elisabetei. Ea a refuzat mâna lui Filip al II-lea al Spaniei în 1559 și pentru mai mulți ani a negociat căsătoria cu verișorul său Carol al II-lea, Arhiduce de Austria. În 1569 relațiile cu Habsburgii se deteriorează și Elisabeta I ia în considerare posibilitatea unei căsătorii cu un prinț al Casei de Valois, Henric de Anjou, iar mai târziu cu fratele acestuia François, Duce de Anjou din 1572 până în 1581. Această ultimă uniune, a fost asociată cu o alianță împotriva Spaniei pentru eliminarea controlului spaniol din sudul Țărilor de Jos. Posibilitatea acestei căsătorii se pare că o vreme a fost luată în serios de Elisabeta, care purta cerceii în formă de broască primiți de la François. În 1563 Elisabeta spune unui emisar imperial "Dacă aș urma înclinația personalității mele, ar fi mai bine să fiu o cerșetoare celibatară decât o regină căsătorită". Mai târziu în același an, după ce regina se îmbolnăvește de variolă, problema succesiunii devine un subiect arzător în Parlament. Regina, presată să se căsătorească sau să aleagă un urmaș în caz că moare, pentru a preveni un război civil, refuză ambele propuneri. În anul 1570 membrii guvernului sunt convinși că Elisabeta nu se va căsători niciodată și pentru refuzul ei de a alege un succesor, este acuzată de iresponsabilitate. Totuși tăcerea ei îi consolidează propria siguranță pentru că știa că dacă ar alege un succesor, tronul său ar deveni vulnerabil la o lovitură de stat.

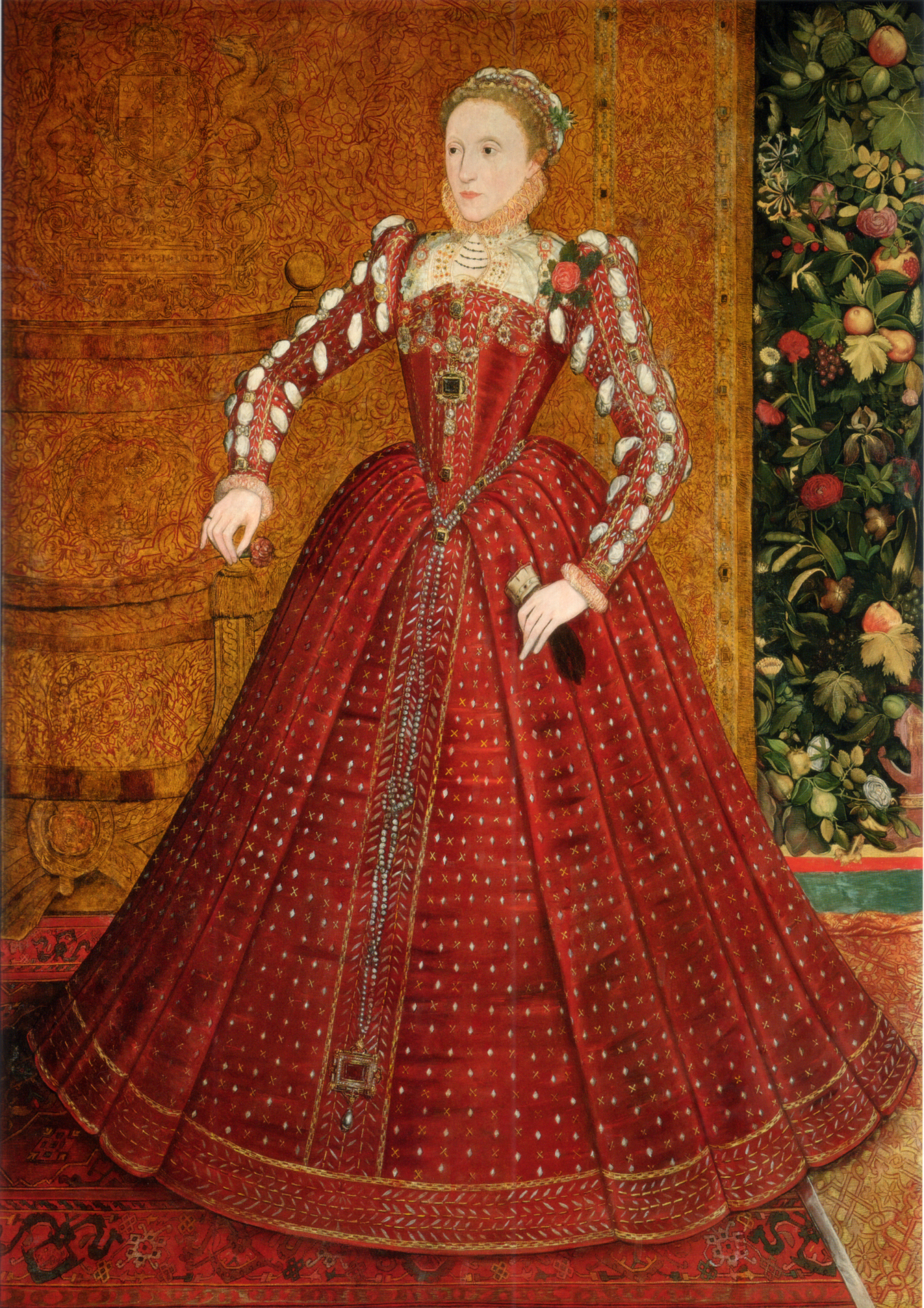
Unul din primele portrete în picioare a Elisabetei, realizat în 1663 de Steven van der Meulen. A fost realizat înainte de apariția portretelor simbolice ce reprezentau iconografia "reginei virgine".

Celibatul Elisabetei a inspirat un cult al virginității. În pictură și poezie ea este reprezentată ca o fecioară sau o zeiță, nu ca o femeie obișnuită. Inițial doar Elisabeta face o virtute din virginitatea sa și în 1559 ea declară în Camera Comunelor "La sfârșit, pentru mine va fi suficientă o placă de marmură pe care să scrie că regina care a domnit atât de mult a trăit și a murit virgină". Mai târziu poeții și scriitorii au preluat această temă și au dezvoltat o iconografie exaltantă a reginei. Omagiile publice către regina fecioară din 1578, mărturisesc în secret opoziția la tratativele de căsătorie cu ducele de Anjou. Elisabeta I a insistat că ea este căsătorită cu regatul și supușii săi. În 1599 ea vorbește despre "toți soții mei, bunul meu popor".

## Maria, regina Scoției

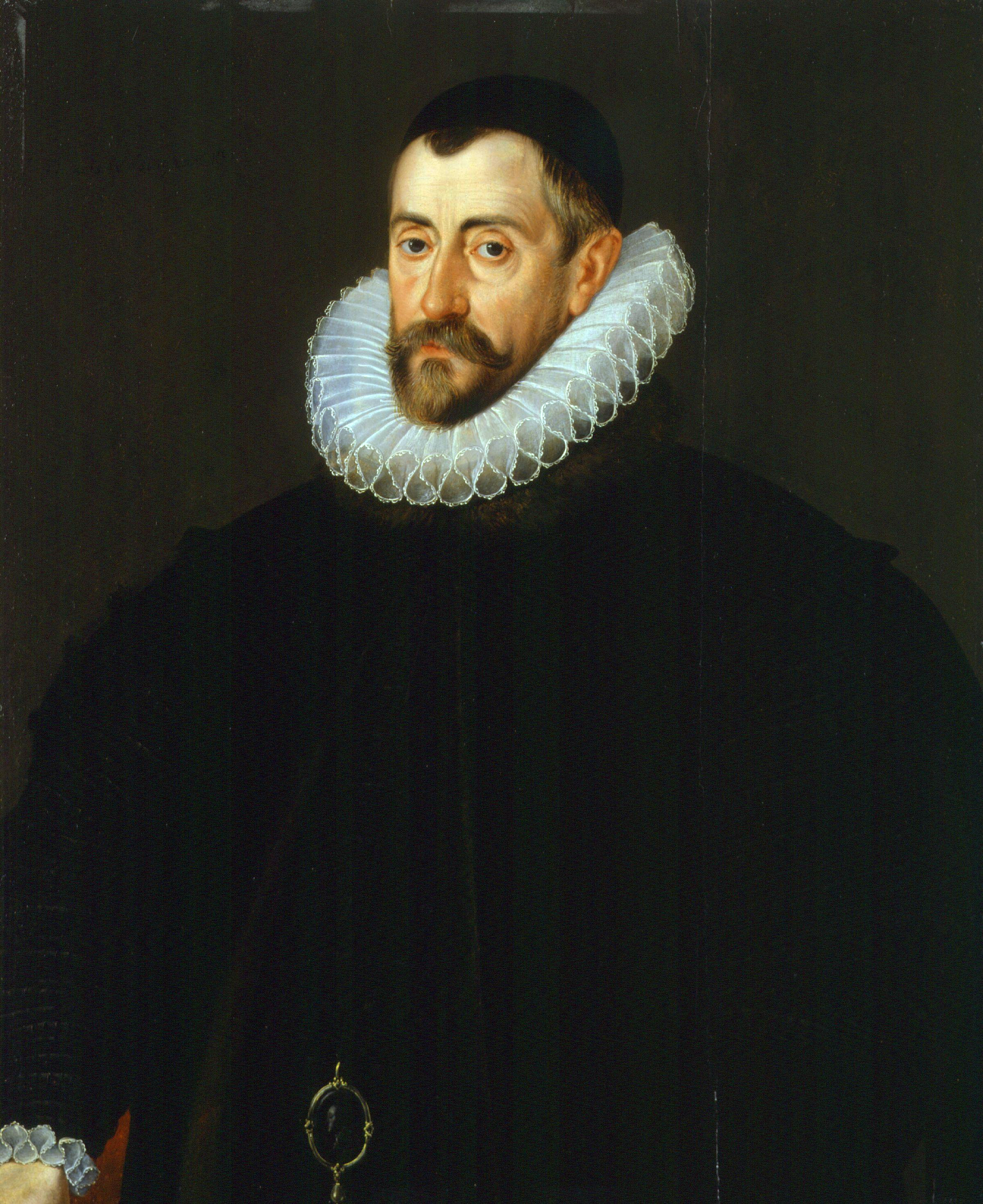
Francis Walsingham a fost șeful spionajului elisabetan. A dejucat mai multe comploturi împotriva reginei

La începutul domniei sale, una din principalele preocupări a Elisabetei este reducerea influenței Franței în Scoția. Ea se teme de o invazie în Anglia, cu scopul de a o pune pe tron pe Maria Stuart, care era considerată de mulți moștenitoarea legitimă  a tronului Angliei. Elisabeta I decide să trimită trupe în sprijinul rebelilor protestanți din Scoția și deși campania este un eșec, Tratatul de la Edinburgh din iulie 1560, îndepărtează amenințarea franceză. Maria refuză să ratifice tratatul. Când Maria se întoarce în Scoția în 1561, după ce petrecuse mai mult de un deceniu în Franța, țara stabilise o biserică protestantă și este guvernată de un consiliu de nobili protestanți. În 1563 Elisabeta propune o căsătorie între Robert Dudley și Maria Stuart,  iar cei doi consternați nu sunt de acord și în 1565 Maria se căsătorește cu Henric Stuart, Lord Darnley, care la rândul său putea pretinde tronul Angliei. Această căsătorie a fost prima dintr-un șir de erori ale Mariei, care au permis victoria protestanților scoțieni și a Elisabetei I. Henric Stuart devine în curând impopular și detestat în Scoția, printre altele și pentru că a ordonat uciderea secretarului italian al Mariei, David Rizzio. În februarie 1567 Henric este asasinat de un grup condus probabil de James Hepburn. Puțin mai târziu, în 15 mai 1567 James Hepburn se căsătorește cu Maria Stuart, ceea ce acreditează zvonurile că ea a fost complice la asasinarea lui Henric Stuart. Elisabeta I i-a scris: "Ce alegere greșită pentru onoarea voastră graba de a vă căsători cu un așa subiect, care în afara unor lipsuri notorii, este acuzat public de uciderea fostul vostru soț, în care ați fi și voi implicată, chiar dacă noi nu credem în această idee". Aceste evenimente duc repede la înlăturarea Mariei și închiderea ei la castelul Loch Leven. Nobilii scoțieni o forțează să abdice în favoarea fiului său Iacob, născut în iunie 1566. Iacob este dus la castelul Stirling pentru a fi crescut în religia protestantă. Maria reușește să evadeze de la castelul Loch Leven în 1568, dar partizanii săi sunt învinși și este nevoită să se refugieze în Anglia, unde i se spune că poate conta pe ajutorul reginei. Prima intenție a Elisabetei este de a o reinstaura pe tronul Scoției, dar este sfătuită să fie mai precaută. Decât să o trimită în Scoția sprijinită de o armată engleză, sau în Franța la dușmanii catolici ai Angliei, preferă să o țină în închisoare pentru următorii nouăsprezece ani.

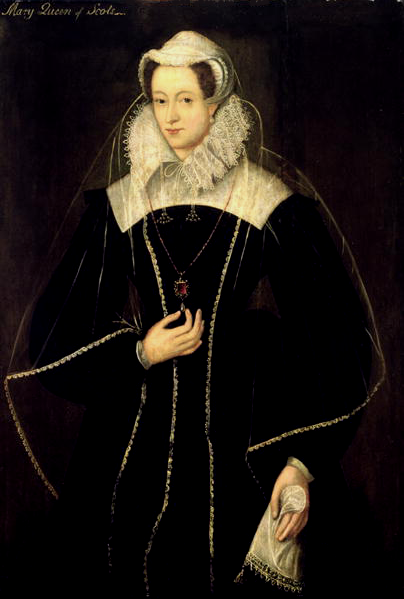
Maria Stuart în captivitate, 1575

În 1569 are loc o revoltă majoră în nordul Angliei cu scopul eliberării Mariei Stuart, căsătoririi ei cu Thomas Howard și înscăunarea ei pe tronul Angliei. După înfrângerea lor , mai mult de 750 de rebeli sunt executați din ordinul Elisabetei I. Crezând că revolta a avut succes, papa Pius al V-lea, printr-o bulă papală numită Regnans in excelsis o excomunică pe "Elisabeta, pretinsa regină a Angliei și servitoare a crimei" și îi eliberează pe toți supușii ei de lealitatea față de ea. Chiar și catolicii care continuau să i se supună riscau excomunicarea. În 1581 convertirea supușilor englezi la catolicism, devine un act de trădare pedepsit cu moartea. Din 1570 misionari catolici de pe continent mergeau în secret în Anglia; mulți dintre ei au fost executați, ceea ce a dus la un cult al martirilor. Regnans in catolicis a dat catolicilor de limba engleză un puternic stimulent pentru a o considera pe Maria Stuart regina legitimă a Angliei. Maria probabil nu era la curent cu toate comploturile catolice pentru instalarea ei pe tronul Angliei, dar de la complotul Ridolfi din 1571, după care Thomas Howard este decapitat, la complotul Babington din 1586, Francis Walsingham, șeful spionajului Elisabetei I și consiliul regal, acumulează dovezi împotriva ei. Regina inițial se opune la executarea Mariei Stuart, dar la sfârșitul anului 1586, este convinsă de vinovăția ei după descoperirea scrisorilor scrise în timpul complotului Babington. Proclamația Elisabetei arată că "Maria s-a declarat pretendentă la coroana Angliei și a imaginat în acest regat diverse lucruri pentru a rănii, ucide și distruge persoana noastră regală". Maria este decapitată în 8 februarie 1587, la Fotheringhay Castle. După această execuție Elisabeta afirmă că ea nu a ordonat-o și într-adevăr cele mai multe rapoarte arată că ea i-a spus secretarului ei Davidson, care îi adusese condamnarea pentru a o semna, să nu o aplice. Sinceritatea remușcărilor Elisabetei și motivul pentru care îi cere lui Davidson să nu aplice mandatul de execuție, au fost îndelung dezbătute de contemporanii săi și de istoricii moderni.

## Război și comerțul de peste mări

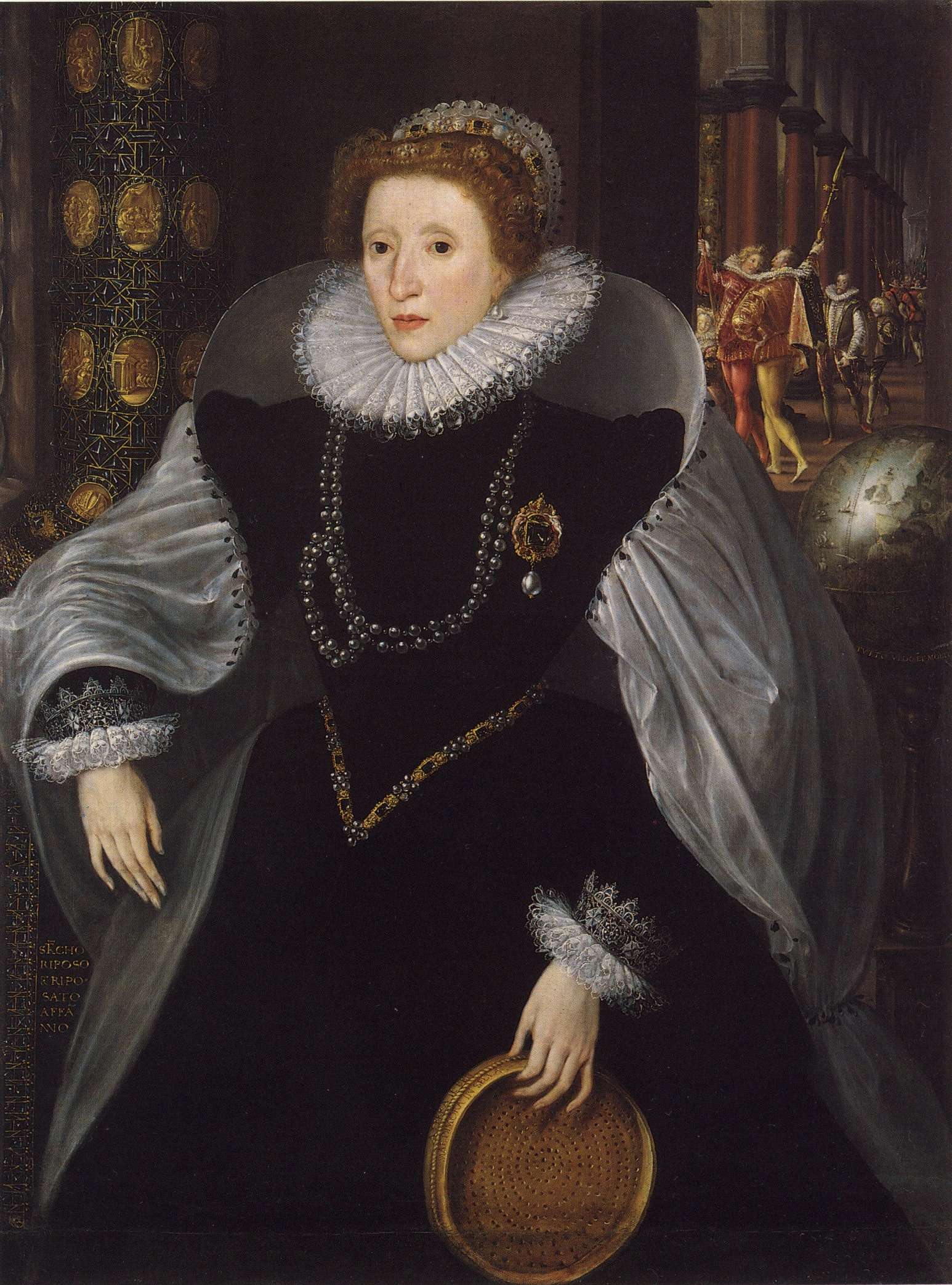
Elisabeta I, portret de Quentin Massys cel Tânăr din 1583. Regina ține în mână o sită, simbol al castității

În general, Elisabeta a purtat o politică externă defensivă, o excepție fiind ocuparea portului Le Havre de către trupele engleze, în octombrie 1562. Intenția Elisabetei era de a-l prelua în schimbul portului Calais, care căzuse în mâinile francezilor în ianuarie 1558. Dar planul eșuează, deoarece hughenoții francezi se aliază cu catolicii și preiau orașul, iar trupele engleze sunt nevoite să se retragă în iunie 1563. După acest atac, Elisabeta nu a mai întreprins alte expediții militare pe continent până în 1585. Cu toate acestea, a dus o politică agresivă pe mare prin intermediul flotei sale și a lupilor de mare John Hawkins și Walter Raleigh, care au atacat comerțul spaniol din Caraibe și Oceanul Atlantic. Corsarul Francis Drake face înconjurul lumii în perioada 1577-1580 și va deveni celebru mai târziu pentru atacurile asupra porturilor și flotei spaniole.

### Expediția în Țările de Jos
În 1585 Elisabeta trimite o armată engleză, pentru a sprijini revolta olandezilor protestanți împotriva lui Filip al II-lea după asasinarea lui Wilhelm de Orania. Mai multe orașe olandeze s-au predat  guvernatorului Țărilor de Jos de sud, Alessandro Farnese. În 1584  alianța dintre Filip al II-lea și Liga Catolică franceză prin tratatul de la Joinville, subminează capacitatea lui Henric al III-lea, fratele ducelui de Anjou, de a contracara dominația spaniolă din Țările de Jos. Influența spaniolă se extinde și pe coasta de sud a Canalului Mânecii, unde Liga Catolică este puternică și expune Anglia la o posibilă invazie. Cucerirea orașului Anvers, de către Farnese în timpul verii anului 1585, după un asediu de un an, impunea o reacție din partea Angliei. În 1585, Elisabeta semnează tratatul de la Nonsuch, prin care promite sprijin militar olandezilor. Tratatul marchează începutul războiului anglo-spaniol care se va încheia în 1604 prin tratatul de la Londra. Chiar dacă a fost condusă de favoritul reginei Robert Dudley, nu a adus un ajutor puternic. Strategia lui a fost să sprijine pur și simplu olandezii în timp ce trata în secret cu spaniolii. După sosirea sa în Olanda, Dudley se opune olandezilor care doreau să ducă o campanie ofensivă și o înfurie pe Elisabeta acceptând postul de guvernator general din mâinile Statelor Generale ale provinciilor de Jos.  Elisabeta consideră că este un truc pentru a o forța să accepte suveranitatea sa asupra Țărilor de Jos, ceea ce deja refuzase. Ea trimite o scrisoare de dezaprobare, care este citită în fața Consiliului de Stat, în prezența lui Dudley. Această umilire publică a "locotenentului său general", combinată cu negocierile pentru o pace separată cu Spania, au subminat profund ajutorul său în Țările de Jos. Campania militară a fost împiedicată de refuzul repetat al Elisabetei de a trimite fondurile promise, pentru a sprijini trupele. Reticența sa de a se angaja, deciziile militare și politice greșite ale lui Dudley și haosul politic olandez, au dus la eșecul campaniei. Dudley demisionează în decembrie 1587.

### Armada spaniolă

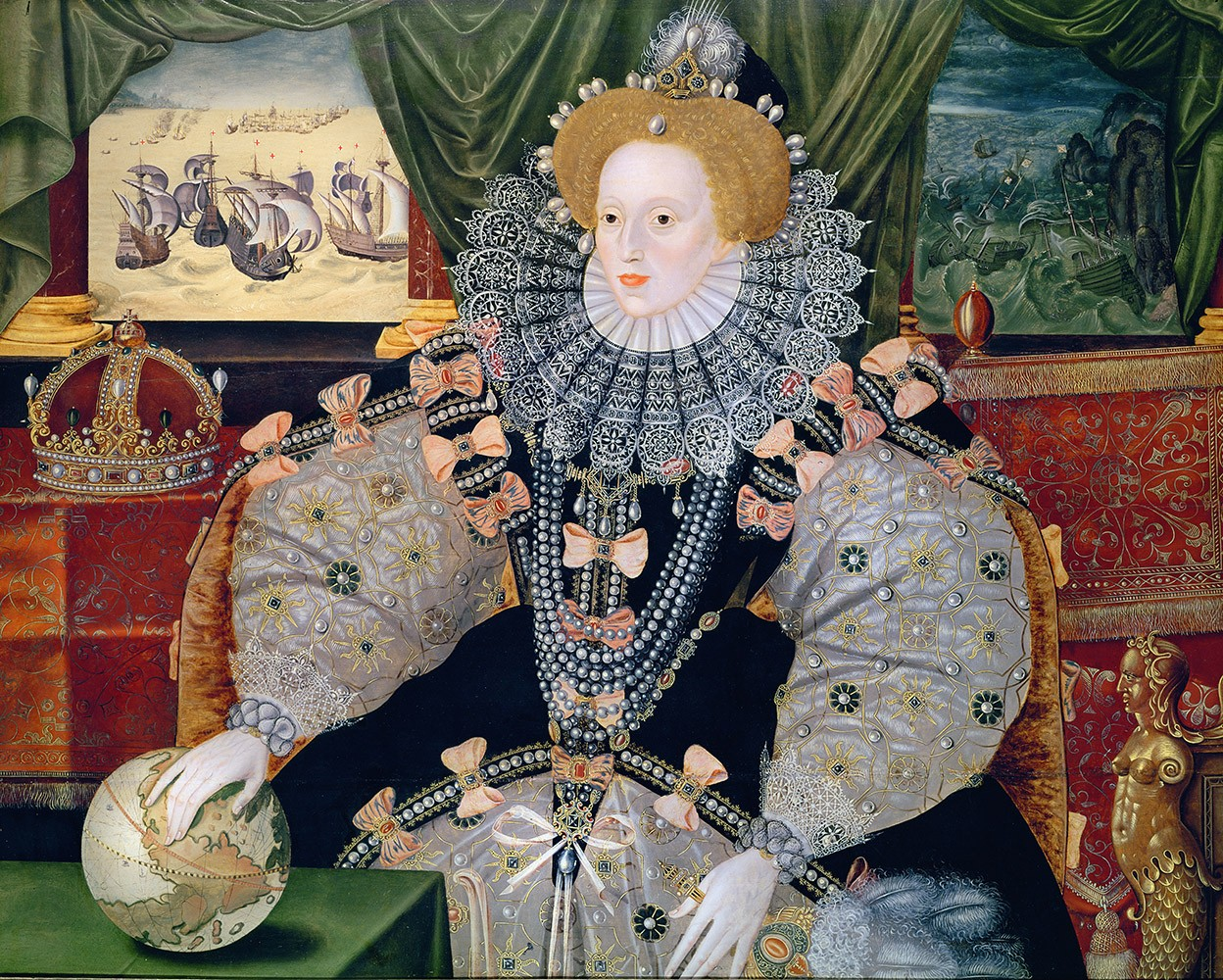
Portretul Elisabetei I de comemorare a înfrângerii Armadei spaniole, reprezentată în fundal. Puterea internațională a reginei este simbolizată prin mâna sprijinită pe globul terestru.

În același timp, Francis Drake întreprinde o largă campanie împotriva porturilor și navelor spaniole în Caraibe în 1585, 1586 și 1587 și atacă portul Cadiz unde distruge numeroase nave de război, pregătite pentru invazia Angliei. În 12 iulie 1588, Armada spaniolă condusă de Alessandro Farnese, traversează Canalul Mânecii pentru a invada Anglia. O combinație de decizii proaste, ghinion și atacul din partea navelor engleze lângă Gravelines, fac ca în 29 iulie, flota spaniolă să fie împrăștiată și respinsă în Marea Nordului. Doar jumătate din Armada spaniolă a reușit să se întoarcă în Spania. Ignorând soarta flotei spaniole, englezii sub comanda lui Robert Dudley, se adună pentru a-și apăra țara. Dudley o invită pe Elisabeta să inspecteze trupele la Tilbury în Essex în 8 august. Îmbrăcată cu o rochie albă și o platoșă de argint, Elisabeta ține unul din cele mai faimoase discursuri ale sale: "Poporul meu iubit, consilierii însărcinați cu securitatea mea m-au avertizat să nu apar în fața armatelor mele, de teama unei trădări. Dar vă asigur, nu vreau să trăiesc îndoindu-mă de poporul meu drag și fidel. Știu că am trupul slab al unei femei, dar am inima și curajul unui rege - și nu-mi pasă de ducele de Parma (Farnese), sau de oricare prinț din Europa care îndrăznește să invadeze hotarele regatului meu" Înlăturată amenințarea invaziei, poporul sărbătorește. Procesiunea Elisabetei la ceremonia de la catedrala Old St. Paul's, rivalizează cu fastul încoronării sale. Înfrângerea Armadei spaniole, a fost un important succes de propagandă pentru Elisabeta I și pentru Anglia protestantă. Englezii au considerat victoria ca o favoare de la Dumnezeu și ca o dovadă a inviolabilității națiunii, sub conducerea unei regine fecioară. Însă această victorie nu a fost un punct de cotitură al războiului, care a continuat și de multe ori a fost în favoarea Spaniei. Spaniolii continuă să controleze Țările de Jos, iar amenințarea unei invazii rămâne prezentă. Sir Walter Raleigh după moartea reginei a declarat că prudența ei a fost un obstacol în războiul împotriva Spaniei: "Dacă regina ar fi crezut în oamenii săi de război ca și în scribii ei, am fi redus pe vremea ei acest mare imperiu în bucăți, iar regii lor în smochine și portocale, ca în vremurile bune. Dar Maiestatea sa a făcut totul pe jumătate și din invaziile meschine, spaniolii au învățat să se apere și și-au văzut propriile slăbiciuni". Chiar dacă unii istorici au criticat-o pe Elisabeta pentru aceleași motive, de cele mai multe ori judecata lui Raleigh a fost considerată nedreaptă. Elisabeta a avut motive bune să nu se încreadă prea mult în comandanții săi despre care a scris că "se lăsau transportați de orgoliu" în focul acțiunii.

### Sprijinirea lui Henric al IV-lea al Franței

Blazonul lui Elisabeta I cu motto-ul său Semper eadem "mereu aceiași"

Când Henric al IV-lea urcă pe tronul Franței în 1589, Elisabeta I îi acordă sprijin militar. Aceasta este prima sa intervenție în Franța după retragerea trupelor militare de la Le Havre în 1563. Succesiunea lui Henric al IV-lea este contestat de către Liga Catolică și Filip al II-lea, iar Elisabeta se teme că spaniolii ar putea prelua controlul porturilor franceze din Canalul Mânecii. Cu toate acestea acțiunea militară în Franța a fost dezorganizată și ineficientă. Peregrine Bertie ignorând cele mai multe din ordinele reginei, se rătăcește în nordul Franței cu o armată de 4000 de oameni, fără a avea un succes militar real. Se retrage în decembrie 1589 după ce pierde jumătate din contingentul său. În 1591 campania condusă de John Norreys, aflat la conducerea unei armate de 3000 de soldați, nu are mai mult succes. Ca în toate expedițiile de acest fel, regina se opune la acordarea de întăriri și fonduri; Norreys este nevoit să meargă personal la Londra să-și pledeze cauza în fața reginei. În absența sa o armată catolică distruge restul armatei sale la Craon, în nord-vestul Franței în mai 1591. Două luni mai târziu, Elisabeta trimite o altă armată sub comanda lui Robert Devereux, pentru a-l sprijini pe Henric al IV-lea în asediul de la Rouen. Acest sprijin este neconcludent, Devereux se întoarce în Anglia în ianuarie 1592, iar în aprilie Henric al IV-lea abandonează asediul. Ca de obicei, Elisabeta I nu are controlul comandanților săi de peste mări: "unde sunt, ce fac, sau ce vor face, noi ignorăm"

### Irlanda
Chiar dacă Irlanda este unul dintre cele două regate, o mare parte din insulă este virtual autonomă. Elisabeta se confruntă cu o populație catolică care îi este ostilă și mereu gata să sfideze autoritatea sa și să comploteze cu dușmanii ei. Politica sa este de a acorda terenuri susținătorilor ei și de a-i împiedica pe rebeli de acorda Spaniei o bază pentru a ataca Anglia. Într-o serie de revolte, forțele Coroanei au aplicat tactica pământului ars, arzând pământurile și ucigând bărbați, femei și copii. În timpul unei revolte în Munster, condusă de Gerald FitzGerald, conte de Desmond în 1582, circa 30000 de irlandezi au murit de foame. Poetul Edmund Spenser a scris că victimele "au fost purtate într-o asemenea stare de mizerie încât ar fi înduioșat și o inimă de piatră". Elisabeta și-a sfătuit comandanții să-i trateze bine pe irlandezi, "acea națiune grosolană și barbară", dar nu a avut remușcări când s-au considerat necesare utilizarea forței și a vărsării de sânge. Între 1594 și 1603 Elisabeta a înfruntat cea mai gravă problemă în Irlanda, Războiul de nouă ani, o revoltă sprijinită de Spania, care a avut loc când conflictele dintre Anglia și Spania erau în punctul culminant. În primăvara lui 1599 Elisabeta îi dă ordin lui Robert Devereux să înăbușe revolta. Spre mânia sa, campania a fost un eșec, iar Devereux se întoarce în Anglia încălcând ordinele reginei. Devereux este înlocuit de Charles Blount, căruia îi vor lua trei ani să-i învingă rebeli. Hugh O'Neill, conte de Tyrone, liderul rebelilor se predă în cele din urmă în 1603, la doar câteva zile după moartea Elisabetei. La scurt timp Tratatul din Londra a pus capăt răzoiului anglo-spaniol.

### Rusia

Ivan cel Groaznic îi arată ambasadorului englez comorile sale. Pictură de Alexander Litovchenko 1875

Elisabeta continuă să mențină relațiile de prietenie stabilite de fratele său Eduard, cu țarul Rusiei Ivan al IV-lea(Ivan cel Groaznic). Ea îi scrie multe scrisori țarului, dar acesta este iritat de faptul că Elisabeta I pune accent pe relațiile comerciale și nu pe o posibilă alianță militară. Țarul îi cere chiar să-i garanteze că se va putea refugia în Anglia, în caz de necesitate. La moartea lui Ivan al IV-lea, fiul său nu găsește necesar să mențină o relație comercială preferențială cu Anglia și îl demite pe ambasadorul englez, Jerome Bowes. Elisabeta trimite un alt ambasador, Giles Fletcher pentru a-i cere regentului Boris Godunov să-l convingă pe țar să se răzgândească. Tratativele au eșuat, dar Elisabeta continuă să-i scrie scrisori pe jumătate liniștitoare, pe jumătate reprobatoare. Ea îi propune o alianță, alianță ce îi fusese oferită de Ivan al IV-lea și o refuzase, dar țarul refuză.

### Statele Arabe și Imperiul Otoman

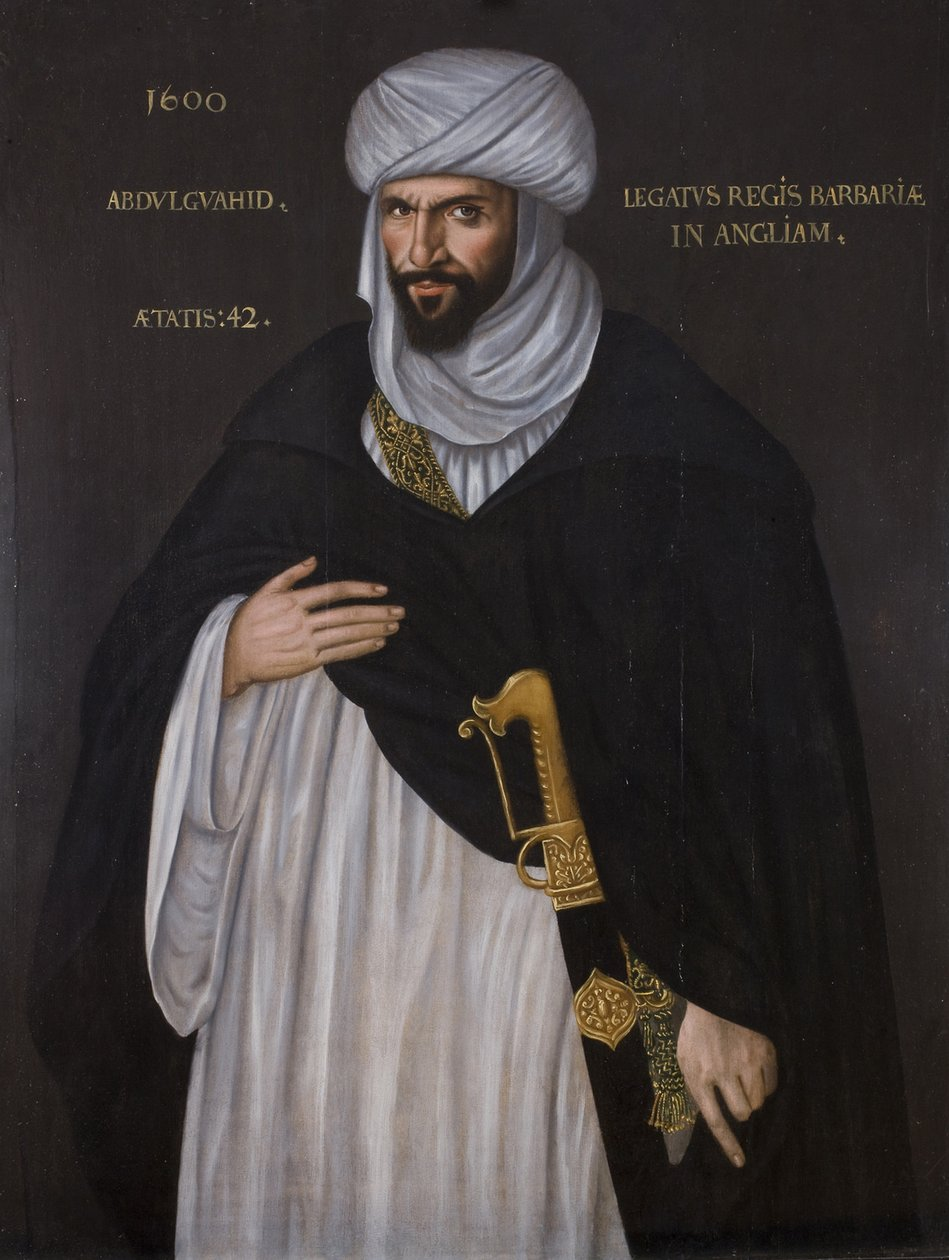
Abd el-Wahed ben Messaoud, ambasadorul marocan la curtea Elisabetei I, 1600

Comerțul și relațiile diplomatice cu Statele arabe, înfloresc în timpul domniei Elisabetei I. În ciuda interdicției papale, Anglia exportă armuri, muniții, metale și lemn în schimbul zahărului din Maroc. În 1600 Abd el-Wahed Messaoud, consilierul principal al regelui Marocului, Ahmad al-Mansur din dinastia Saadian, merge la curtea Angliei pentru a negocia o alianță împotriva Spaniei. În ciuda promisiunilor, negocierile s-au împotmolit și cei doi suverani au murit doi ani mai târziu. S-au stabilit relații diplomatice cu Imperiul Otoman în urma creării Companiei Turciei și primul ambasador britanic William Harborne, a ajuns la Poarta Otomană în 1578. Se semnează un tratat comercial în 1580 și mai mulți emisari sunt trimiși de către cele două puteri. Elisabeta I are un schimb de scrisori cu sultanul Murad al III-lea și într-una din ele sultanul scrie că "Islamul și religia protestantă au mai multe în comun decât catolicismul, deoarece resping idolatria" și îi propune o alianță. Spre disperarea Europei catolice, Anglia exportă Imperiului Otoman plumb și staniu, necesare pentru fabricarea armelor și munițiilor. Elisabeta I a luat în serios operațiile militare comune cu Murad al III-lea, în timpul războiului cu Spania și corsarii englezi și otomani au cooperat de multe ori pentru a ataca navele spaniole.

## Ultimii ani

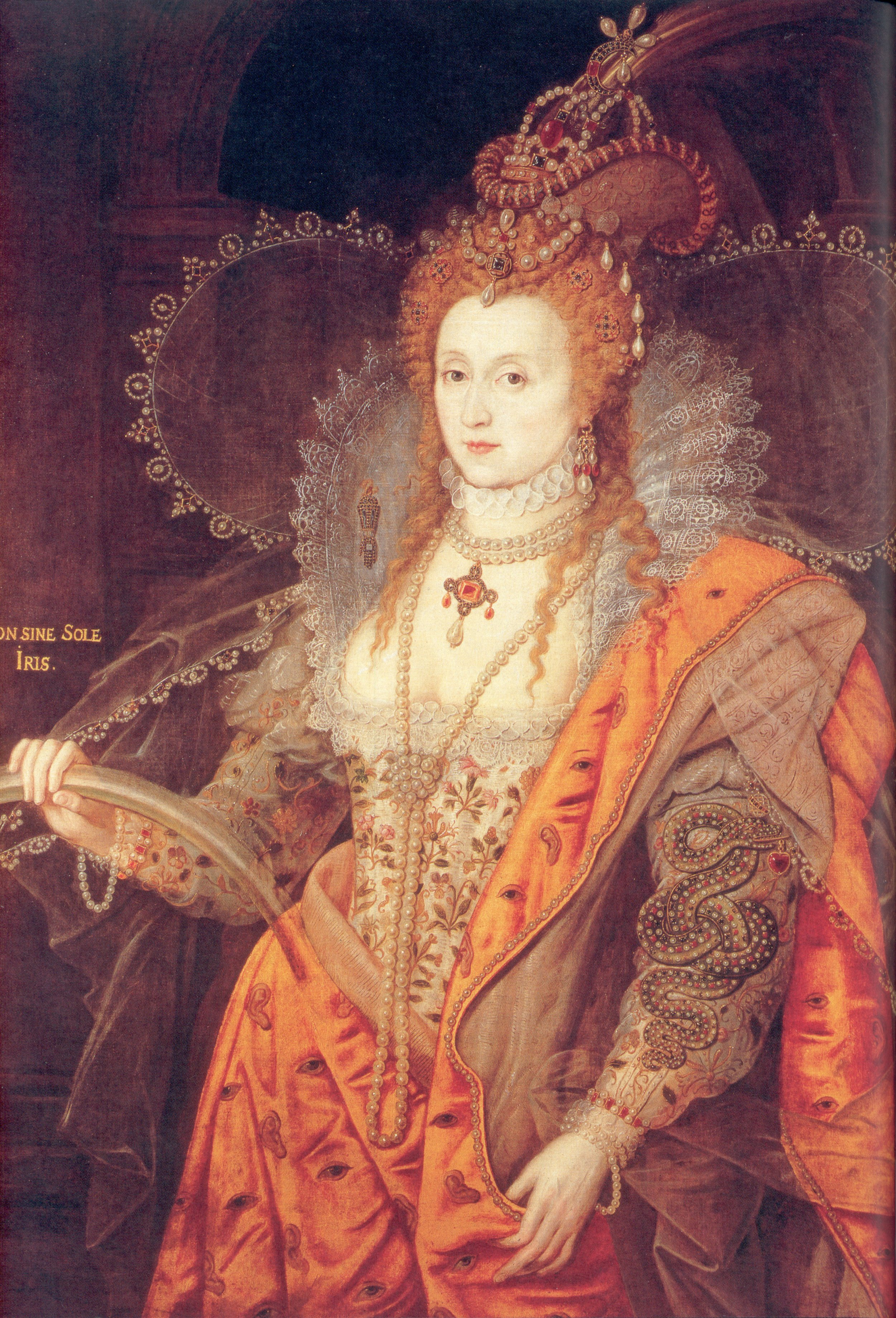
Portretul curcubeu al Elisabetei I, 1600. Este o reprezentare alegorică a reginei mereu tânără în ciuda bătrâneții

După înfrângerea Armadei spaniole, Elisabeta se confruntă cu noi dificultăți. Lupta împotriva Spaniei și Irlandei continuă, iar economia este afectată din cauza recoltelor sărace și a costurilor războiului. Prețurile cresc și nivelul de trai scade. În același timp reprimarea catolicilor se intensifică, iar în 1591 regina aprobă interogarea și supravegherea proprietarilor catolici. Pentru a menține iluzia de pace și prosperitate se bazează tot mai mult pe spionii interni și propagandă. În ultimii ani cresc criticile și scade afecțiunea poporului. Una din cauzele a ceea ce de multe ori este numită a doua domnie a Elisabetei, este evoluția Consiliului privat în 1590. O nouă generație este la putere. Cu excepția lui William Cecil, ceilalți membrii erau morți: Robert Dudley în 1588, sir Francis Walsingham în 1590, Cristopher Hutton în 1591. Luptele pentru putere în sânul guvernului care fuseseră discrete în trecut, devin tot mai evidente. Naște o  rivalitate adâncă între Robert Devereux și Robert Cecil, unul din fiii  lui William Cecil, iar autoritatea reginei slăbește. Aceasta se poate observa în cazul doctorului Lopez, medicul personal al reginei, care când este acuzat pe nedrept de trădare, regina nu poate împiedica execuția lui. În ultimii ani de domnie, Elisabeta se sprijină mai mult pe acordarea de monopoluri, decât să ceară bani Parlamentului pentru subvenționarea războiului. Această practică a dus la fixarea prețurilor, îmbogățirea comercianților pe seama poporului și la o profundă nemulțumire. Agitația a culminat în Camera Comunelor în 1601. În faimosul discurs de aur din 30 noiembrie 1601, Elisabeta își declară ignoranța față de abuzuri și îi câștigă pe parlamentari cu promisiuni și făcând apel la sentimente. Această perioadă de incertețe economice a dus la o înflorire literară  fără precedent în Anglia. Primele semne ale acestei mișcări au apărut la sfârșitul anilor 1570 cu Euphues de John Lyly și Shepheardes Calendar de Edmund Spenser. În 1590 sub influența lui Christopher Marlowe și William Shakespeare teatrul englez a ajuns la apogeu. Conceptul de Epocă de aur , Era elisabetană este legat în mod esențial de talentul arhitecților, muzicienilor, poeților și dramaturgilor și nu de Elisabeta I care nu a fost o mare patroană a artelor. În timp ce Elisabeta îmbătrânea, imaginea ei evolua treptat. A fost reprezentată cu imaginea Dianei sau a Astreei, iar după înfrângerea Armadei spaniole, ca și Gloriana, regina zânelor mereu tânără, în poemul lui Edmund Spenser. Portretele sale erau tot mai puțin realiste fiind reprezentată mereu tânără. De fapt după ce suferise de variolă în 1562, pielea sa a rămas profund marcată și era pe jumătate cheală, fiind nevoită să folosească peruci și cosmetice. Cu toate acestea cu cât frumusețea ei se stingea, cu atât mai mult curtenii o lăudau.

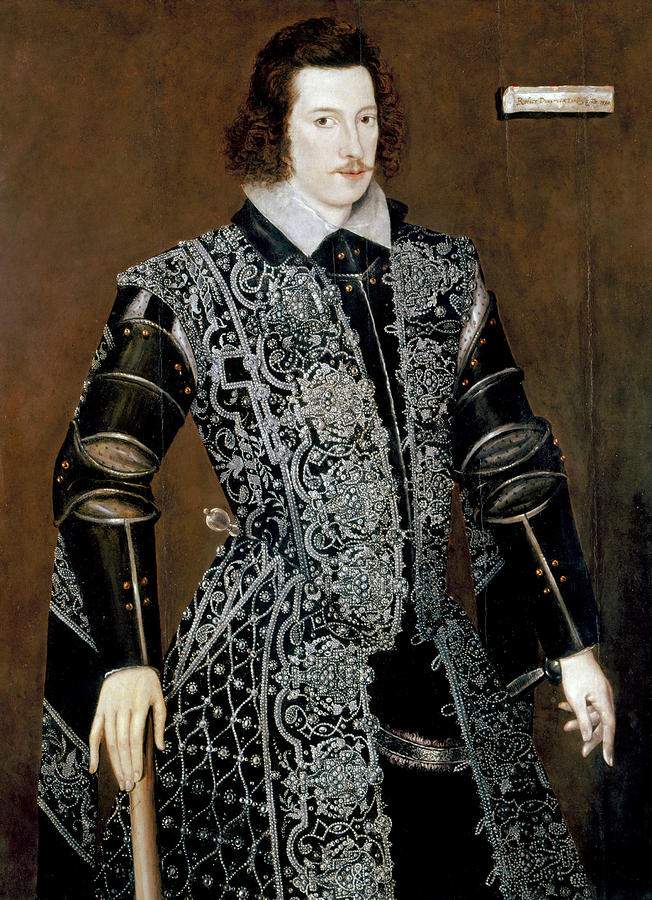
Robert Devereux al II-lea conte de Essex, portret de William Segar, 1588

Elisabeta era mulțumită să joace acest rol, dar este posibil ca în ultimii zece ani ai vieții sale să fi ajuns să creadă ea însăși în rolul pe care îl juca. Devine indulgentă și apropiată cu fermecătorul dar irascibilul Robert Devereux, care datorită acestui raport își permite anumite libertăți, iar ea continuă să-l numească în funcții militare importante în ciuda incapacității sale. După dezertarea lui Devereux din Irlanda, în 1599, Elisabeta îl pune la arest domiciliar, iar anul următor îl privează de monopolurile lui. În februarie 1601, Devereux încearcă să organizeze o revoltă în Londra. Încercarea sa de a o elimina pe Elisabeta găsește puțini susținători și este decapitat în 25 februarie. Elisabeta știa că slăbiciunea și erorile sale erau o parte din cauza acestor evenimente. Un observator a raportat în 1602 că "plăcerea sa era să stea în întuneric și uneori să-l plângă pe Devereux".

## Moartea

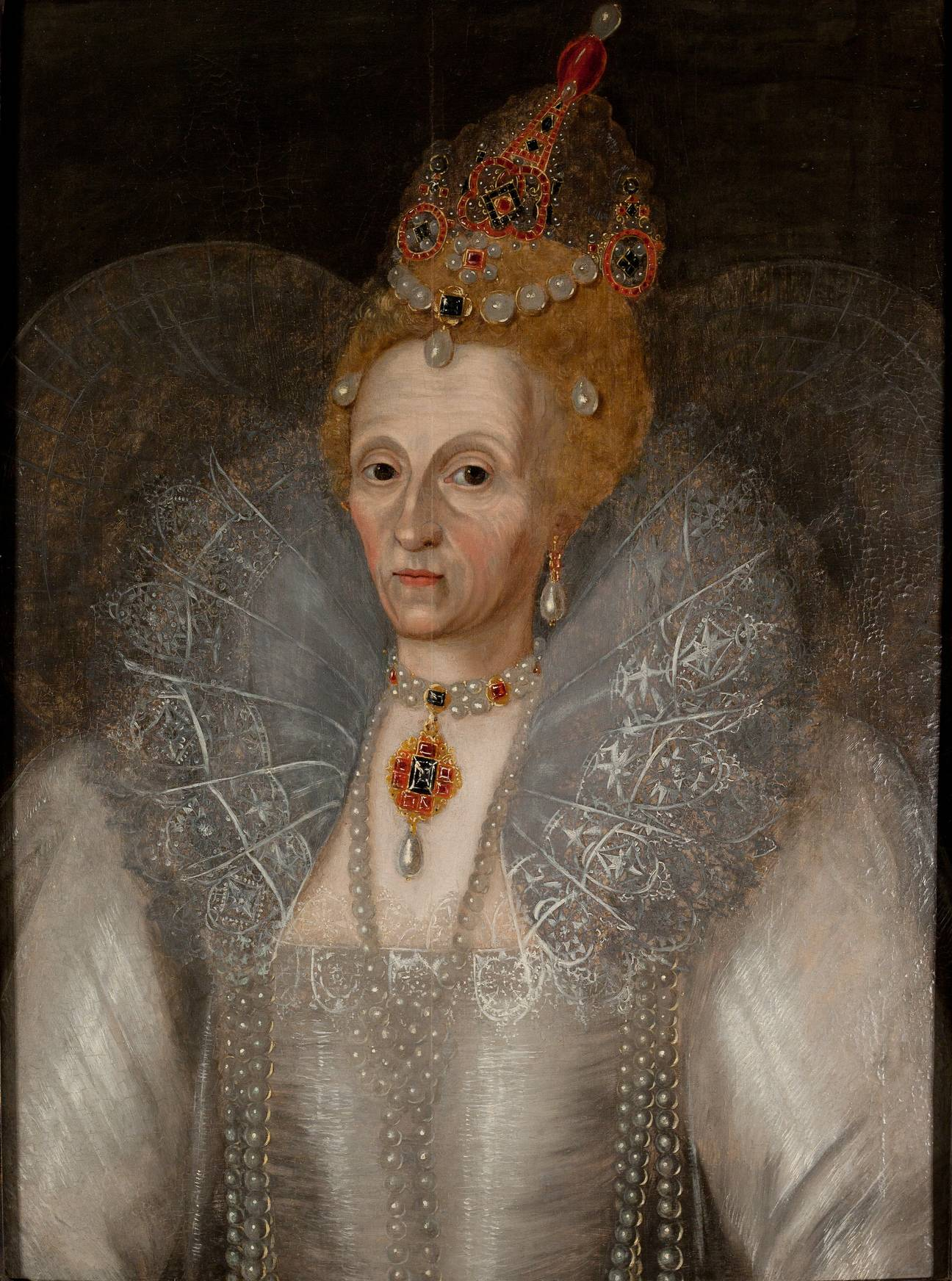
Elisabeta I, portret atribuit lui Marcus Gheerarts cel Tânăr, 1595

Când consilierul principal William Cecil, I Baron Burghley moare în 4 august 1598, fiul său Robert Cecil devine șeful guvernului. Una din realizările sale este pregătirea unei succesiuni liniștite. Cum Elisabeta nu vrea să numească un succesor, Robert Cecil este nevoit să acționeze în secret și începe o corespondență secretă cu Iacob al VI-lea al Scoției, care ar putea pretinde tronul Angliei. Cecil încearcă să-i vorbească Elisabetei despre Iacob, iar Elisabeta după istoricul J. E. Neale, chiar dacă nu se pronunță în mod deschis în favoarea lui Iacob, își face cunoscută părerea prin fraze voalate, dar lipsite de ambiguitate.
Starea sănătății reginei rămâne stabilă până în toamna anului 1602, când o serie de decese în rândul apropiaților săi o aruncă într-o depresie profundă. În februarie 1603 moare Catherine Howard, care îi fusese alături 45 de ani și moartea ei este o dură lovitură pentru Elisabeta. În martie cade bolnavă și moare în 24 martie 1603, la palatul Richmond între ora două și trei dimineața. Câteva ore mai târziu Cecil și consiliul îl declară rege pe Iacob al VI-lea al Scoției. 

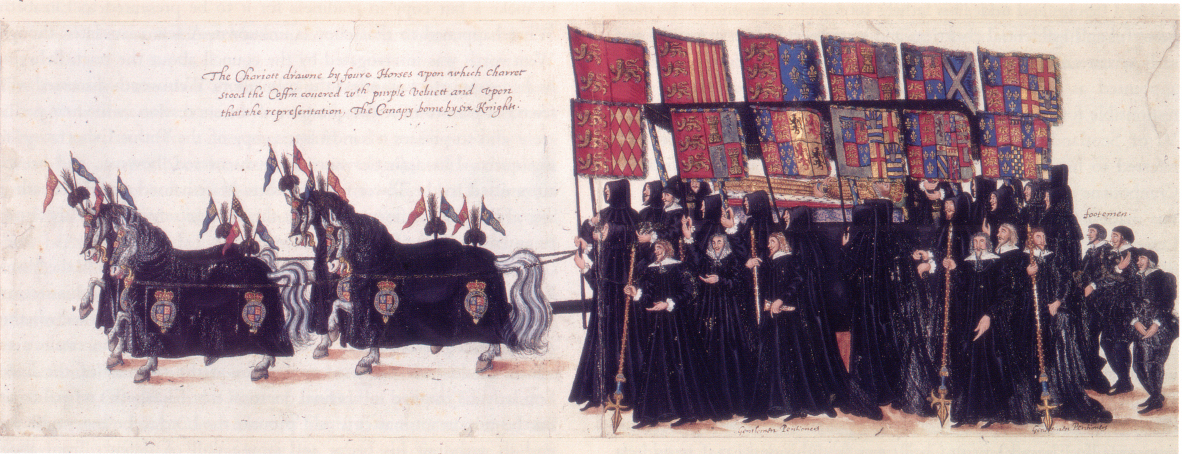
Cortegiul funerar al reginei Elisabeta I cu bandierele strămoșilor

Sicriul Elisabetei este transportat în timpul nopții pe Tamisa, pe un șlep luminat de torțe. Apoi un dric tras de patru cai o poartă la Westminster Abbey. Cronicarul John Stow povestește: catedrala Westminster gemea de lume, străzile erau pline de oameni, cortegiul funebru fiind urmărit și de la ferestrele caselor, iar când au văzut statuia de pe sicriu, gemete și plânsete s-au ridicat din mijlocul mulțimii, cum nu se mai văzuseră până atunci. A fost înmormântată la Westminster Abbey alături de sora sa Maria I, într-un mormânt comun pe care scrie Regno Consortes & urna hic obdormimus Elizabetha et Maria sorores, in spe resurrectionis "consoarte pe scaunul de domnie și în mormânt, aici dormim, Elisabeta și Maria surori, în nădejdea învierii".

## Moștenire

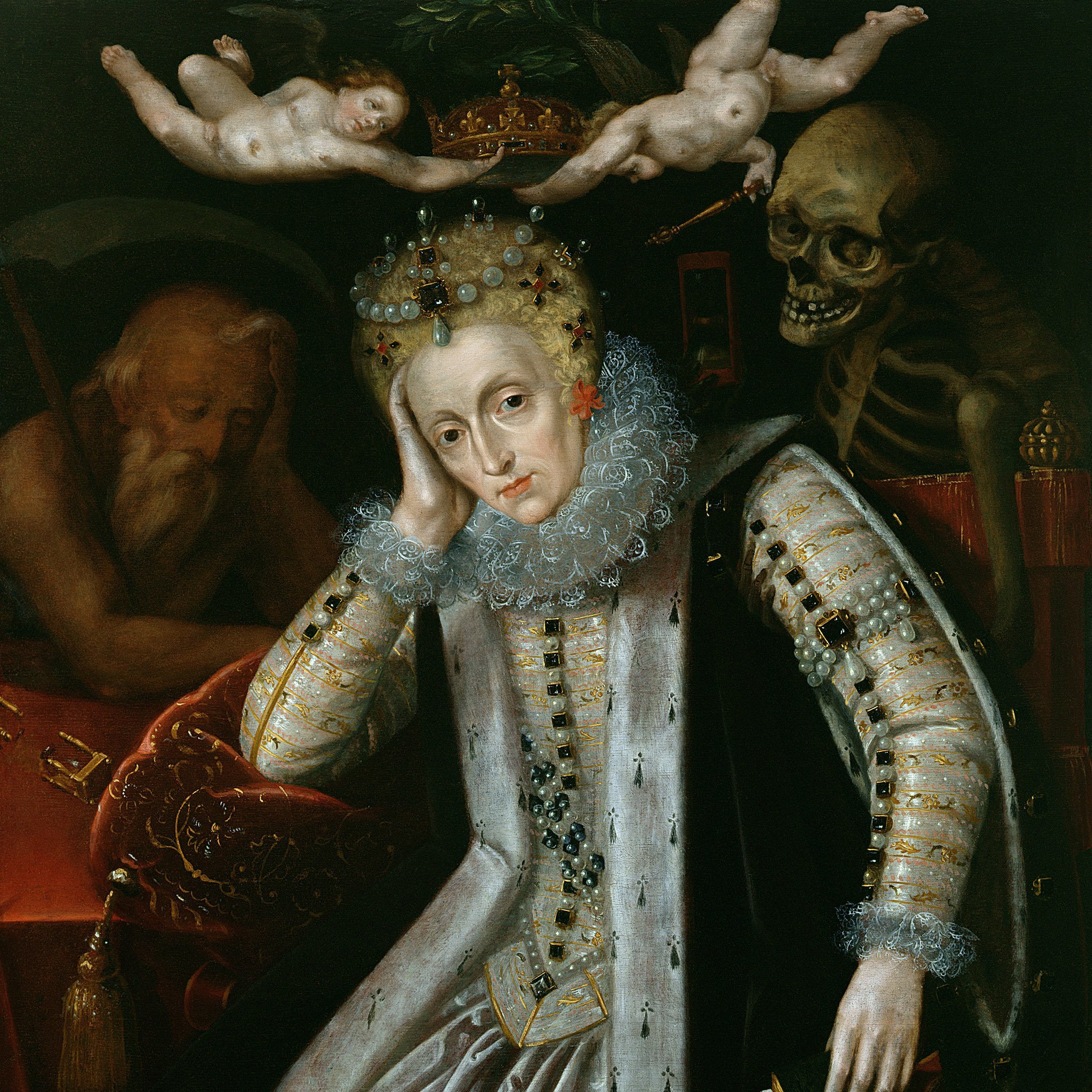
Portret alegoric al Elisabetei I, pictat după 1620, perioadă în care renaște interesul pentru domnia sa. Timpul doarme în dreapta sa, iar moartea privește peste umărul ei stâng, iar doi heruvimi îi țin coroana deasupra capului.

Elisabeta I a fost plânsă de mulți dintre supușii săi, dar alții s-au bucurat la moartea ei. Iacob I a adus multe speranțe, dar în 1620 popularitatea lui scade și apare nostalgia pentru domnia Elisabetei I. Începe un cult al reginei, prezentată ca o eroină a cauzei protestante într-o epocă de aur, în comparație cu succesorul său, un simpatizant catolic la cârma unui guvern corupt. Imaginea triumfală, cultivată de Elisabeta la sfârșitul domniei, pentru a acoperi dificultățile economice și militare, ia amploare. Domnia sa a fost idealizată ca o perioadă în care coroana, parlamentul și biserica au colaborat cu succes. Această imagine fabricată de admiratorii săi protestanți, este durabilă și este reamintită în timpul Războaielor Napoleoniene, când Anglia era în pericol să fie invadată. În Epoca victoriană, legenda Elisabetei a fost adaptată ideologiei imperiale și la jumătatea secolului XX, Elisabeta a fost un simbol romantic al rezistenței naționale în fața amenințării externe. Istoricii J. E. Neale(1934) și A. L. Rowse(1950) au interpretat domnia Elisabetei ca o perioadă de aur și au idealizat imaginea reginei: toate acțiunile ei au fost drepte, iar caracteristicile mai puțin apreciabile au fost ignorate sau puse pe seama stresului. Istoricii recenți au avut o abordare mai nuanțată a suveranei. Domnia sa este renumită pentru înfrângerea Armadei spaniole și pentru raidurile împotriva spaniolilor din 1587 și 1596, dar unii istorici amintesc și eșecurile militare pe uscat și pe mare.

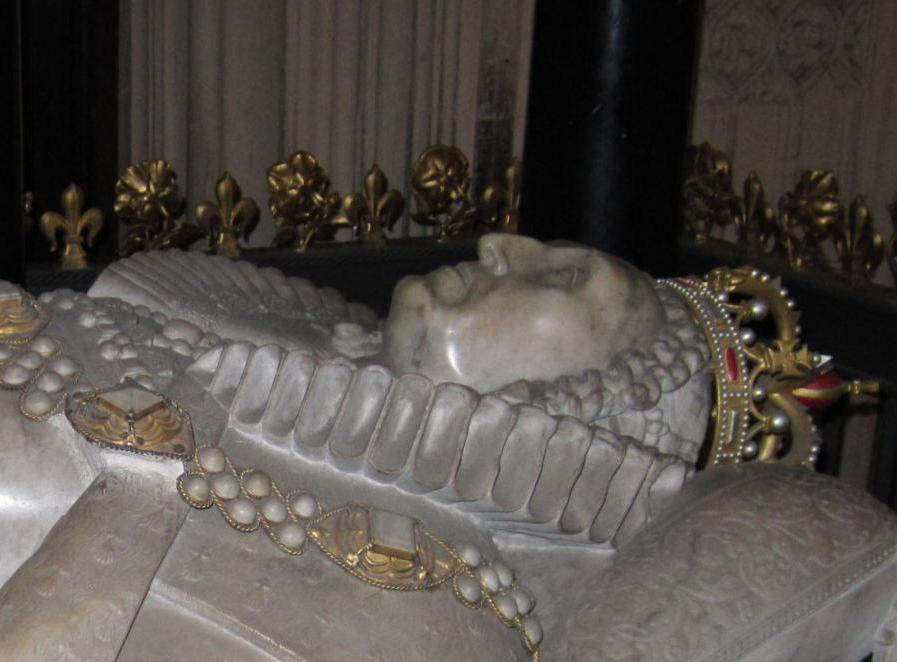
Mormântul Elisabetei I la Westminster Abbey

În Irlanda, forțele militare regale au învins în cele din urmă, dar metodele aplicate au contribuit la scăderea popularității reginei. Decât o apărătoare curajoasă a țărilor protestante împotriva Spaniei și a Habsburgilor, Elisabeta este mai des considerată prudentă în relațiile sale diplomatice. Ea a sprijinit rareori protestanții străini și și-a abandonat deseori comandanții săi de peste mări. Elisabeta a stabilizat Biserica din Anglia care a ajutat la crearea unei identități naționale și care există și în zilele noastre. Cei care mai târziu au prezentat-o ca pe o eroină protestantă, au uitat refuzul ei de a renunța la toate practicile catolice în biserica Angliei. Istoricii notează că în vremea sa, protestanții au considerat Regulamentul elisabetan ca un compromis. Chiar dacă Elisabeta a dus o politică externă defensivă, statutul Angliei a crescut. Papa Sixt al V-lea mirat scria: "Ea este o femeie care chiar dacă stăpânește doar o jumătate de insulă, este temută de Franța, Spania și Sfântul Imperiu Roman". A fost primul Tudor care a recunoscut că un monarh guvernează pentru aprobarea poporului său. Prin urmare ea a colaborat întotdeauna cu Parlamentul și consilierii săi, în care putea avea încredere, ceea ce niciunul din succesorii săi Stuart nu a reușit. Unii istorici sunt de părere că a avut noroc; ea credea că Dumnezeu o protejează și succesul domniei sale este bazat pe iubirea supușilor săi. Într-una din rugăciunile ei, ea a mulțumit lui Dumnezeu pentru că: "într-o perioadă în care războaiele și revoltele, împreună cu prigoniri crunte, au afectat aproape toate țările și toți regii din jurul meu, domnia mea a fost pașnică și regatul meu un recipient, pentru această biserică afectată. Dragostea poporului meu a fost fermă și dorințele dușmanilor mei dejucate."

## Memorie
Virginia, o colonie engleză din America de Nord și ulterior membră a Statelor Unite, a fost denumită după porecla Elisabetei "Regina Virgină".